# Эраст Фандорин
Эра́ст Петро́вич Фандо́рин — литературный герой, протагонист серии исторических детективов российского писателя Бориса Акунина «Приключения Эраста Фандорина».
В этой серии писатель поставил себе задачу написать по одному произведению разных поджанров детективного романа: конспирологический детектив, шпионский детектив, герметичный детектив, этнографический детектив и т. д. Часть рубрик (поджанров) придумана самим автором (Б. Акуниным): например, повесть «Куда ж нам плыть?» была отнесена им к «идиотическому детективу» и т. д.
Эраст Петрович хорош собой, у него безукоризненные манеры, он пользуется успехом у дам, хотя всегда одинок. Является также обладателем необычной способности — он всегда выигрывает в любой азартной игре и вообще в любом споре, если результат полностью определяется случайностью.
При первом упоминании в книге (роман «Азазель») Фандорин так описывается его начальником, Ксаверием Феофилактовичем Грушиным: «больно нежен, больно тонкого воспитания», «исполнителен, пишет грамотно, языки знает, смышленый, да и в обращении приятный».
Сам автор отмечает, что у персонажа «длинные девичьи ресницы» и называет его весьма миловидным юношей, «с черными волосами (которыми он втайне гордился) и голубыми (увы, лучше бы тоже черными) глазами, довольно высокого роста, с белой кожей и проклятым, неистребимым румянцем на щеках».
Рецензентами высказывалось мнение, что фамилия Фандорина является аллюзией на журналиста Жерома Фандора, героя серии детективных романов французских писателей Марселя Аллена и Пьера Сувестра о Фантомасе (1911—1913) и французской кинотрилогии 1960-х годов, снятой по мотивам этих романов, в которой роль Фандора — как, впрочем, и роль Фантомаса — сыграл Жан Маре.

## Биография

### XIX век

#### Детство и юность
Эраст Петрович Фандорин родился 8 (20) января 1856 года в старинной дворянской семье. Его официальный предок Корнелиус фон Дорн поступил на русскую службу во времена царя Алексея Михайловича (описано в романе «Алтын-толобас», входящем в другую серию книг Бориса Акунина — «Приключения магистра»). Самсон Данилович Фандорин, родившийся в конце XVIII в. и усыновлённый как его праправнук (персонаж романов «Внеклассное чтение» и «Квест»), является, соответственно, прадедом Эраста.
Мать мальчика умерла во время родов. Поэтому, то ли с досады, то ли в насмешку над горькой судьбой, отец, Пётр Исаакиевич, оплакивая жену Елизавету, назвал мальчика Эрастом (в известной сентиментальной повести Н. М. Карамзина «Бедная Лиза» героиню Лизу погубил юноша Эраст). Имя Елизавета (Лиза) стало впоследствии роковым для Эраста Петровича.
Детство и юность Эраста Петровича прошли в достатке, он получил хорошее домашнее и гимназическое образование. От бонны-англичанки мальчик в совершенстве перенял английский язык, а классическое гимназическое образование традиционно включало в себя французский, немецкий языки и латынь. Впоследствии Эраст Петрович освоил турецкий и болгарский языки во время участия в русско-турецкой войне, японский — во время пребывания в должности вице-консула Российской империи в Йокогаме, Япония. В возрасте пятидесяти лет планировал выучить китайский и арабский языки, но осуществил ли эти планы — неизвестно. К пятидесяти одному году изучил испанский, а к возрасту пятидесяти двух — итальянский язык.

#### Работа в полиции
Пристрастие его отца, Петра Исаакиевича Фандорина, к азартным играм, а также различным экономическим «прожэктам» привело в итоге к разорению семьи. Пётр Исаакиевич не выдержал удара судьбы и умер от сердечного приступа, не оставив сыну никаких средств к существованию. Как следствие, Эраст Фандорин был лишён возможности поступить в университет и получить высшее образование и был вынужден сам себя содержать, для чего и поступил на службу.
Интерес ко всему, что связано с расследованием преступлений, привёл его в московское полицейское управление, где его первым начальником и наставником стал опытнейший следственный пристав Ксаверий Феофилактович Грушин. Фандорин занимает должность письмоводителя в сыскном управлении и волей случая оказывается вовлечён в расследование загадочного самоубийства студента Московского университета, обернувшееся разоблачением таинственной и могущественной организации «Азазель». Фандорину удаётся распутать дело «Азазель». В ходе этого расследования Фандорин, бывший на тот момент коллежским регистратором (чин XIV класса, первый классный чин Табели о рангах), в интересах дела «вне всякой очереди» производится в чин титулярного советника (IX класс) и формально причисляется к Министерству иностранных дел, хотя на самом деле поступает на службу в Третье отделение Собственной Его Императорского Величества канцелярии.
В ходе расследования Эраст Петрович выясняет, что фортуна, столь немилостивая к его родителю, наделила его способностью выигрывать всегда и во все игры, связанные с азартом и риском (карты, кости, лотереи и т. д.).
Также Эраст Петрович перенимает у руководителя расследования по делу «Азазель» статского советника Бриллинга характерную привычку в ходе логического рассуждения нумеровать все исходные факты и вытекающие из них логические следствия («это раз», «это два», «это три» и т. д.).
Кроме того, он знакомится с председателем Московской судебной палаты тайным советником бароном Александром Аполлодоровичем фон Эверт-Колокольцевым и его семнадцатилетней дочерью Елизаветой (Лизанькой), которая становится его женой. Однако в результате покушения на Эраста Петровича, совершённого в день свадьбы, Лизанька трагически погибает сразу после венчания. Это событие приводит к тому, что Фандорин приобретает две характерные черты: седые виски и лёгкое заикание — следствие эмоционального потрясения; заикание полностью исчезает, когда Фандорин изображает другого человека (рассказ «Из жизни щепок»: «Поразительно, но стоило Эрасту Петровичу в ходе какого-либо расследования преобразиться в иной персонаж, и проклятое заикание бесследно исчезало»), находится в крайнем нервном напряжении или испытывает ярость. К тому же потрясение от смерти жены оказывается столь велико, что Фандорин утрачивает большую часть присущей ему эмоциональности (по выражению автора — «становится эмоциональным инвалидом»). Описано в романе «Азазель».

#### 1870-е
1876—1878 годы. Балканы, Османская империя.
Впав в отчаяние после гибели любимой, Эраст Петрович отправляется на Балканы как сербский волонтёр. Фандорин участвует в сербско-турецкой войне, на его долю выпадут и тяжёлые бои, и плен (что отрицательно скажется на его репутации в Японии), и тяжёлая контузия. После начала Русско-турецкой войны, выиграв в нарды свободу у видинского паши, он направляется в ставку российского Главнокомандующего, так как ему известны сведения чрезвычайной важности. По дороге он встречает 23-летнюю «современную женщину» Варвару Андреевну Суворову, пробирающуюся в действующую армию к жениху. Вместе им придётся заняться поисками турецкого шпиона Анвара-эфенди, находящегося, по некоторым данным, в русской ставке. Описано в романе «Турецкий гамбит».
После успешного завершения дела «Турецкий гамбит» Фандорин, несмотря на головокружительные предложения своего начальника, шефа Третьего отделения и командира Отдельного корпуса жандармов генерал-адъютанта Лаврентия Аркадьевича Мизинова (прототип — Н. В. Мезенцов), просит отослать его служить «куда подальше» и, продолжая формально числиться по Министерству иностранных дел, получает назначение второго секретаря посольства Российской империи в Японии.
1878 год. По пути к месту службы Фандорин раскрывает серию таинственных убийств, имевших место в Париже и на пассажирском пароходе «Левиафан», переживает в Индии мимолётный роман с одной из пассажирок, англичанкой Клариссой Стамп, послуживший причиной задержки его прибытия в Японию, и получает подарок, от которого не может отказаться — огромные и неудобные напольные часы — «Биг-Бен» в миниатюре. Они спасли ему жизнь, свалившись во время качки на море на голову покушавшейся на него особы. Описано в романе «Левиафан».
1878 год. Иокогама. Япония. По прибытии в Японию Фандорину по служебной необходимости вместо должности секретаря посольства в Токио приходится принять на себя обязанности российского вице-консула в Иокогаме.
В Японии Фандорин опять оказывается вовлечён в политико-криминальную интригу, участниками которой становятся и виднейшие японские политики, и бандиты из притонов Иокогамы, а также таинственные ниндзя-синоби. Фандорин обретает преданность восемнадцатилетнего бывшего якудза Масахиро Сибаты по прозвищу Тануки («енотовидная собака-оборотень»), чью жизнь и честь (которая ценилась Масой больше жизни) спасла фандоринская удача в азартных играх. Масахиро (Маса), в православном крещении — Михаил Эрастович Фандорин («Весь мир театр»), становится отныне камердинером Фандорина, его единственным другом и верным спутником во всех приключениях.
Кроме того, Эраст Петрович встречает прекрасную куртизанку О-Юми (её настоящее имя Мидори). Между Мидори и Фандориным вспыхивает страсть. Мидори оказывается дочерью последнего главы древнего клана синоби Момоти Тамбы. Благодаря Момоти, Фандорин знакомится с навыками искусств ниндзя. С помощью Мидори, Масы и Тамбы Фандорин распутывает клубок интриг и карает главного акунина (злодея). Но, по роковому стечению обстоятельств, Мидори приходится пожертвовать своей жизнью ради спасения Эраста (в итоге выясняется, что О-Юми осталась жива, и даже родила ему внебрачного сына, но это навсегда останется тайной для Фандорина). После «гибели» Мидори Фандорин окончательно закрывает своё сердце («I can’t love, I can’t love», — повторяет он у её погребального костра) и отдаёт всего себя изучению искусства «крадущихся» — синоби. Его наставником становится Момоти Тамба. Этот период жизни Эраста Петровича освещается во втором томе романа «Алмазная колесница».

#### 1880-е
1881 год. Иокогама. Япония. Фандорин расследует небольшое дело об оборотне. Описано в рассказе «Сигумо» (сборник «Нефритовые чётки»).
1882 год. Москва. Коллежский асессор Эраст Фандорин возвращается из Японии и, едва вступив в должность чиновника по особым поручениям при московском генерал-губернаторе, приступает к расследованию обстоятельства весьма странной скоропостижной кончины своего боевого товарища генерала Михаила Дмитриевича Соболева (прототип — М. Д. Скобелев). В ходе расследования Фандорин снова соприкасается с делом «Азазеля». Этим событиям посвящена книга «Смерть Ахиллеса».
1882 год. Москва. Исключительно силой логики Фандорин во время великосветского разговора походя, на пари, раскрывает тайну бесследного исчезновения одной из сестёр-близнецов княжон Каракиных, наследниц громадного состояния. Описано в рассказе «Table-talk 1882 года» (сборник «Нефритовые чётки»).
1882 год. Москва. Фандорин расследует обстоятельства пропажи старинного китайского веера с иероглифами «инь» и «ян», обладающего, по преданию, волшебными свойствами. Описано в пьесе «Инь и Ян».
1883 год. Москва. Фандорин расследует убийство богатейшего железнодорожного предпринимателя Леонарда фон Мака (условный прототип — Карл фон Мекк). В ходе расследования Эраст Петрович вынужден выдавать себя за студента Института инженеров путей сообщения (на самом делe Московское инженерное училище ведомства Министерства путей сообщения основанo в 1896 году). Именно тогда появляется знаменитый портрет Фандорина в мундире инженера-путейца. Описано в рассказе «Из жизни щепок» (сборник «Нефритовые чётки»).
1884 год. Москва. Фандорин раскрывает убийство торговца антиквариатом Пряхина. От успешно завершённого расследования Фандорину остаются старинные нефритовые чётки, некогда принадлежавшие китайскому мудрецу Те Гуанцзы. На протяжении всей последующей жизни эти чётки полумистически будут помогать Фандорину обретать «внерациональное озарение». Позже чётки перейдут по наследству к его сыну Александру и внуку Николасу. Рассказ «Нефритовые чётки» из одноимённого сборника.
1886 год. Москва. Фандорину противостоит изобретательный мошенник по прозвищу Момус. В ходе этого расследования у Фандорина появляется новый помощник — мелкий чиновник Анисий Питиримович Тюльпанов. Описано в повести «Пиковый валет» (сборник «Особые поручения»).
1888 год. Пахринский уезд Московской губернии. Фандорин и Анисий Тюльпанов сталкиваются с таинственным преданием о Скарпее Баскаковых, непостижимым образом связанным со смертью последней из Баскаковых, богатой землевладелицы Софьи Константиновны. Там же Эраст Петрович знакомится с местной красавицей Ангелиной Крашенинниковой. Описано в рассказе «Скарпея Баскаковых» (сборник «Нефритовые чётки»).
Примерно в это же время, летом — осенью 1888 года, Эраст Петрович успешно расследует дело о пропавшей переписке Екатерины Великой.
1889 год. Москва. Фандорин занят расследованием дела маньяка-убийцы по прозвищу «Декоратор», оказавшегося впоследствии самим Джеком Потрошителем. В ходе этого расследования героически погибает Анисий Тюльпанов. Понимая, что остановить маньяка законными методами будет сложно, Эраст Петрович собственноручно казнит «Декоратора». После этого любящая его Ангелина Крашенинникова не может более жить с Фандориным и уходит в монастырь. Описано в повести «Декоратор» (сборник «Особые поручения»).

#### 1890-е
1890 год. Москва, Санкт-Петербург. Фандорин расследует убийство, которое выставлено как несчастный случай на охоте. В результате расследования он выходит на ещё одно убийство. По случайному стечению обстоятельств узнаёт факт, связывающий эти два преступления. У истории открытый финал, но читатель может предсказать раскрытие обоих убийств. Описано в рассказе «Одна десятая процента» (сборник «Нефритовые чётки»).
1891 год. Москва. Статский советник (особа V класса, «его высокородие») Эраст Фандорин, которому покровительствует генерал-губернатор князь Долгорукой (прототип — В. А. Долгоруков), готовится занять должность московского обер-полицеймейстера. Но планам Фандорина и его патрона мешает неожиданное и дерзкое убийство прямо в салон-вагоне бывшего министра внутренних дел генерала Храпова, только что назначенного сибирским генерал-губернатором. Убийство совершено террористической «Боевой группой» под руководством человека по кличке «Грин», который сумел приблизиться к генералу, выдав себя, ни больше, ни меньше, за самого Фандорина. Если преступление не будет раскрыто в кратчайшие сроки, то князю Долгорукому грозит скорая отставка. Эраст Петрович начинает расследование. Однако дело осложняется множеством обстоятельств. Во-первых, из Петербурга прибывает вице-директор департамента полиции по политическим делам князь Пожарский, выдающийся следователь, но при этом приверженец петербургской партии противников Долгорукого. Во-вторых, у Фандорина начинается стремительный роман с непредсказуемой поклонницей социалистов и по совместительству дочерью богатейшего банкира Авессалома Эфраимовича Литвинова (его прототип — Лазарь Поляков) Эсфирью. В-третьих, вскоре выясняется, что у террористов есть осведомитель среди лиц, расследующих убийство Храпова. Эраст Петрович раскрывает убийство Храпова и вычисляет предателя, что приводит к уничтожению как Грина, так и Боевой группы и её информатора. Но факты, вскрывшиеся в результате фандоринского расследования и гибели князя Пожарского, бросают тень на высшее руководство Российской империи. Кроме того, не удаётся сохранить свой пост князю Долгорукому. В результате конфликта с новым генерал-губернатором, братом императора великим князем Симеоном Александровичем, Фандорин вынужден спешно покинуть Россию. Описано в романе «Статский советник».
1891 год. Бристоль. Великобритания.
Эраст Петрович — изгнанник с весьма ограниченными средствами. Указанное обстоятельство приводит к тому, что он вынужден снимать скромную квартирку у некой мисс Палмер (чья фамилия является анаграммой фамилии мисс Марпл, детектива-любительницы из книг Агаты Кристи). Старая дева и настоящая леди, она оказывается на редкость проницательной особой, имеющей определённую склонность к расследованию разного рода загадок. В итоге Фандорин и его квартирная хозяйка, получая искреннее удовольствие от интеллектуального сотрудничества, раскрывают загадочное исчезновение престарелого лорда Беркли, а также успешно возвращают похищенное колье «Млечный путь» и получают обещанное за него немалое вознаграждение. Фандорин неожиданно осознаёт, что его аналитические способности могут стать неплохим способом заработать себе на жизнь. Описано в рассказе «Чаепитие в Бристоле» (сборник «Нефритовые чётки»).
Оставив Британию, Фандорин перебирается в Северо-Американские Соединённые Штаты. Примерно в 1893 году в Нью-Йорке он впервые сталкивается со знаменитым организатором множества громких преступлений «доктором Линдом» (дело о попытке ограбления банка «Eastern United»).
1894 год. Вайоминг. США.
Эраст Фандорин по приглашению полковника Мориса Старра (выходца из России Маврикия Христофоровича Старовоздвиженского) прибывает на Дикий Запад для расследования загадочных событий, связанных с появлением в местечке под названием «Дрим вэлли» («Долина мечты») банды Чёрных платков. В ходе расследования Эрасту Петровичу придётся столкнуться с индейцами, поселенцами-мормонами, русскими поселенцами из коммуны «Луч света», таинственным всадником без головы, лихими ковбоями, а также познакомиться с мисс Каллиган, встреча с которой станет одним из самых захватывающих приключений Фандорина. Правда, оne night stand. Описано в повести «Долина мечты» (сборник «Нефритовые чётки»).
Лондон, весна 1895 года. В посольстве Российской Империи Эраст Петрович успешно расследует скоропостижную кончину русского поверенного в делах господина Щербатова. Во время расследования он знакомится с инспектором лондонской полиции Г. Лейстрейдом. («Русский в Англии», "Инцидент в Чешэм-Хаусе").
1896 год. Москва. Накануне коронации императора Николая II преступник международного масштаба доктор Линд совершает в Нескучном саду дерзкое похищение одного из кузенов императора — малолетнего Мики (великого князя Михаила Георгиевича). Лишь благодаря чудом подоспевшему Эрасту Петровичу, преследовавшему своего «старого знакомого» Линда, предотвращено похищение великой княжны Ксении Георгиевны. Но в качестве выкупа за мальчика доктор Линд требует ни много ни мало бриллиант «Орлов», знаменитую реликвию дома Романовых. Вопреки яростным возражениям московского генерал-губернатора Симеона Александровича, дяди императора, и по настоятельной протекции его старшего брата, великого князя Кирилла Александровича, командующего гвардией, который хорошо помнит Фандорина по делу о смерти генерала Соболева, Эраст Петрович, в поисках Линда оказавшийся в Москве, получает чрезвычайные полномочия от членов императорской фамилии для спасения ребёнка, обезвреживания доктора Линда и сохранения «Орлова». В ходе расследования невольными помощниками отставного статского советника становятся великокняжеский дворецкий Афанасий Зюкин, а также гувернантка похищенного мальчика мадемуазель Деклик. Кроме того, у Фандорина вспыхивает короткий, совершенно платонический роман с великой княжной Ксенией Георгиевной. Коронные регалии будут сохранены, Линд разоблачён и уничтожен (точнее, уничтожен и только потом разоблачён), но спасти маленького Мику не удастся. Вдобавок ненависть великого князя Симеона Александровича к Фандорину вынудит последнего вновь покинуть Россию. Описано в романе «Коронация, или Последний из романов».
1897 год. Вологодская губерния. Под именем купца Эраста Петровича Кузнецова Фандорин тайно прибывает в Россию. Цель визита связана исключительно с дорогим сердцу Фандорина событием — торжеством прогресса, выразившимся в знаменитой Всеобщей переписи населения, в частности, старообрядческого Русского Севера. Однако от проблем переписи Фандорина вскоре отвлекает череда жутких массовых самоубийств среди старообрядцев. Он вместе с новыми знакомыми решает остановить эпидемию смертей, так как с каждым следующим разом количество самоубийц возрастает. Описано в повести «Перед концом света» (сборник «Нефритовые чётки»).
В том же году Эраст Петрович расследует исчезновение леди Брокенридж, «хитроумно погубленной неверным супругом» (упоминается в сборнике «Нефритовые чётки»), некоторое время спустя в Сан-Франциско — дело «сиамских близнецов», во время которого Маса около трёх месяцев служил вышибалой в Чайнатауне, а чуть позже в Париже, в квартале Марэ близ церкви Сен-Жерве — дело «маньяка с улицы Белых плащей» (упоминаются в романе «Не прощаюсь»).
Тогда же, примерно в 1899 году, Фандорин, наконец, официально получил высшее образование, окончив Массачусетский технологический институт (упоминается в романах «Алмазная колесница» и «Не прощаюсь»).
1899 год. Замок Во-Гарни. Остров Сен-Мало. Франция. Эраст Фандорин совместно с Шерлоком Холмсом пытаются спасти дочь и состояние мсье дез Эссара. В ходе расследования два сыщика и их помощники — Маса и доктор Ватсон — столкнутся со знаменитым мошенником, криминальным гением Арсеном Люпеном. Действие происходит в последние часы 1899 года, накануне наступления 1900 года. Описано в рассказе «Узница башни, или Короткий, но прекрасный путь трёх мудрых», повествование в котором ведётся от имени доктора Ватсона и вдохновлённого его писательским примером Масы (сборник «Нефритовые чётки»).

### XX век

#### 1900-е
1900 год. Расследование внезапной гибели мсье дез Эссара и пропажи его фамильного портрета Летиции фон Дорн (героиня романа «Сокол и Ласточка») выводит Эраста Петровича и Масу на международную метростроевскую мафию, верховный босс которой Эрнест-Петер «Яньло» фон Дорн, заинтересовавшись способностями дальнего родственника (впрочем, уступающими его собственному криминальному таланту), заманивает их в хитроумную ловушку. Маса находит след похищенного Фандорина и освобождает его из замка Теофельс. Описано в романе «Яма».
Париж. Во время Всемирной выставки Эраст Петрович вместе с Масой задерживает знаменитого вора-медвежатника Лё Кулёвра. Упоминается в романе «Просто Маса».
Москва. Эраст Фандорин вновь ненадолго возвращается в Россию. Причина — появление в Москве «Клуба самоубийц». Модная «забава» оборачивается настоящим конвейером смерти, губящим молодых и талантливых людей, мнящих себя любовниками смерти. Расследуя дело «Клуба самоубийц», Фандорин знакомится с Марией Мироновой, современной и прогрессивной особой, предпочитающей имя «Коломбина». Описано в романе «Любовница смерти».
Параллельно Эраст Фандорин неожиданно для себя сталкивается с ещё одним сообществом «любовников Смерти» — на Хитровке, в квартале московских преступников. «Смерть» — это прозвище необыкновенно красивой молодой женщины, известной тем, что всем, с кем она вступит в любовную связь, жить остаётся совсем немного. Столкнувшись со Смертью, Фандорин сначала не может понять, почему чистая, верующая девушка отдаёт свою любовь негодяям. Разгадка проста: зная о таинственном своем проклятии — обрекать на погибель своих возлюбленных — Смерть, топя своё тело в грязи, пытается очистить мир от подлецов и злодеев, погибающих вскоре после начала романа с ней. Кроме того, Фандорин приобретает нового знакомого — им становится московский беспризорник-подросток Сенька Скориков. Скорик также имеет свою тайну: он нашёл старинный клад серебра, с помощью которого хочет разбогатеть и этим привлечь внимание Смерти, очаровавшей его. Смерть же не хочет погубить ни Сеньку, ни Фандорина, поэтому отталкивает обоих. Дело осложняется тем, что именно в это время на Хитровке начинают происходить страшные по своей жестокости убийства. Фандорин приходит к выводу, что кровавые преступления каким-то образом связаны как со Смертью, так и с Сенькой, а точнее — с найденным им кладом. Описано в романе «Любовник смерти».
1901 год. Вызванный телеграммой церемониймейстера Высочайшего двора Афанасия Зюкина, участника дела о похищении Великого князя Михаила Георгиевича, Фандорин вынужден покинуть свою новую пассию Каролину фон Ляйбниц на Вагнеровском фестивале в Байрёйте и спешно выехать в Петербург, где вместе с Масой расследует убийство Елены Лабазовой, хозяйки великосветского салона «Звезда Востока», в котором подозреваются несколько высокопоставленных иностранцев (упоминается в романе «Просто Маса»).
1902—1903 годы. Острова Тенерифе и Сен-Константен. Частная детективная деятельность на всех континентах принесла Фандорину известность и материальное благополучие, теперь он берётся за расследования не ради денег, а лишь в случае их исключительности. Появившееся свободное время Эраст Петрович отдаёт осуществлению своей мечты, сочетающей в себе и страсть Фандорина к техническому прогрессу, и любовь к разгадыванию загадок: с помощью собственной субмарины «Лимон-2» (сконструирована Фандориным на 10 %, а на 90 % его помощником, американцем российского происхождения Питом Буллем) он производит подводные поиски затонувшего близ острова Аруба в 1708 году с огромным (20 тонн) грузом золота испанского галеона «Сан-Фелипе». Его уединение прерывает визитёр — агент Скотленд-Ярда, предложивший Фандорину участие в поиске «Лилейного маньяка», охотящегося на больных туберкулезом девочек, чьи обескровленные тела потом обнаруживают в ваннах с плавающими белыми лилиями. Фандорин соглашается принять участие в расследовании, однако вскоре выясняет, что интерес следствия состоит не только в поиске «Лилейного маньяка», но касается деятельности тайного Ордена «Амфибия», решившего превратить планету Земля в планету Вода. Описано в повести «Планета Вода».
1905 год. Санкт-Петербург, Москва. В связи с начавшейся русско-японской войной Фандорин, чьи поиски подводных сокровищ только-только начали давать первые результаты, принимает решение вернуться из заграничного изгнания, так как осознаёт, что на Родине остро необходимы специалисты по Японии. Тем более, что его персональный недоброжелатель, московский генерал-губернатор великий князь Симеон Александрович, уже погиб в Кремле от бомбы эсера-террориста. Фандорину поручается обеспечение безопасности железных дорог России; Маса, которому его господин на время боевых действий на Дальнем Востоке выхлопотал паспорт на непроизносимое «китайское» имя Лянчан Шонхоевич Чаюневин, в войне двух родных ему стран принципиально соблюдает нейтралитет в рамках ведущихся расследований, но лично Фандорина продолжает преданно опекать. Японский агент, действующий в России под именем штабс-капитана Василия Рыбникова (также известен как господин Стэн) и известный русской контрразведке под кличкой «Калмык», намеревается совершить на важнейших объектах железнодорожной инфраструктуры Транссибирской магистрали ряд диверсий, что приведёт к полному параличу военного снабжения и позволит Японии выиграть войну. Образ японского шпиона, называющего себя «штабс-капитаном Рыбниковым», был заимствован Борисом Акуниным из одноимённого рассказа А. И. Куприна. Таинственный штабс-капитан Рыбников везде успевает и, несмотря на то, что следствию удалось напасть на его след, практически всегда умудряется хотя бы на шаг опередить своих противников. Но неожиданно миссии Рыбникова мешает обстоятельство личного толка. Он узнаёт, что расследование ведёт Фандорин. Настоящее имя Рыбникова неизвестно. Но известно, что он происходит из клана Тамба и является потомственным ниндзя. Перед тем, как покончить жизнь самоубийством в камере московской тюрьмы, он напишет письмо следующего содержания:

Отец,
Мне странно к Вам так обращаться, ведь с отрочества я привык называть «отцом» другого человека, в доме которого вырос.
Сегодня я смотрел на Вас и вспоминал, что мне рассказывали о Вас дед, мать и приёмные родители.
Моя дорога подошла к концу. Я был верен своему Пути и прошёл его так, как меня учили, стараясь не поддаваться сомнениям. Мне безразлично, чем закончится эта война. Я воевал не с Вашей страной, я преодолевал преграды, которые, испытывая меня, воздвигал Рок на Пути моей Колесницы. Самым трудным испытанием оказалось то, от которого размягчается сердце, но я преодолел и его.
Это письмо я пишу не от сентиментальности, я выполняю просьбу покойной матери.
Однажды она сказала мне: «В мире Будды много чудес, и может статься, когда-нибудь ты встретишь своего отца. Скажи ему, что я хотела расстаться с ним красиво, но твой дед был непреклонен: „Если ты хочешь, чтобы твой гайдзин остался жив, выполни мою волю. Он должен видеть тебя мёртвой и обезображенной. Лишь тогда он исполнит то, что мне нужно“. Я сделала, как он приказал, и это мучило меня всю жизнь».
Я знаю эту историю, я слышал её много раз — про то, как мать укрылась от взрыва в тайнике, про то, как дед вытаскивал её из-под обломков, про то, как она лежала на погребальном костре с лицом, наполовину обмазанным чёрной глиной.
Не знаю я лишь, что означает фраза, которую мать просила передать Вам, если произойдёт чудо и мы встретимся.
Вот эта фраза: YOU CAN LOVE.

Таинственный штабс-капитан Рыбников (он же господин Стэн, он же «Калмык» и «Акробат») оказался сыном Фандорина и куртизанки Мидори из клана Тамба. Сама Мидори не погибла, как думал Фандорин. Она вынуждена была подчиниться отцу и инсценировать собственную гибель, но Эраст никогда не узнает об этом. Человек, который написал это письмо, сжёг его перед смертью. Эти события описаны в первом томе и эпилоге романа «Алмазная колесница».
1906 год. Заволжская губерния. Находка галеона «Сан-Фелипе» принесла Фандорину полную финансовую независимость. Он ведёт праздную размеренную жизнь в Париже, когда неожиданно узнает из российской газеты о зверском убийстве в далекой Заволжской губернии некоей игуменьи Февронии, в миру Ангелины Крашенинниковой. Фандорин в одиночку отправляется в Россию, чтобы расследовать его и отомстить за смерть женщины, которая когда-то любила его. Описано в повести «Парус одинокий».
Примерно в 1908 году Э. П. Фандорин успешно находит пропавшую рукопись А. П. Чехова, знакомится с его вдовой, знаменитой актрисой Московского художественного театра, и входит в состав комиссии по литературному наследию Чехова (упомянуто в романах «Весь мир театр» и «Чёрный город»).

#### 1910-е
1911 год. Москва. По настоятельной просьбе Ольги Леонардовны Книппер-Чеховой Фандорин берётся за расследование таинственного происшествия в театре «Ноев ковчег», вылившегося в итоге в целую серию кровавых убийств. На спектакле по роковой для Фандориных повести Карамзина «Бедная Лиза» 55-летний сыщик страстно влюбляется в исполнительницу роли Лизы 30-летнюю актрису Элизу Альтаирскую-Луантэн (Елизавету Лейкину, во втором замужестве — ханшу Альтаирскую). Чтобы завоевать её любовь, Эраст Петрович даже решается стать драматургом и буквально за несколько дней сочиняет «идеальную» пьесу в японском духе — «Две кометы в беззвёздном небе», немедленно принятую лидером «Ноева ковчега» Ноем Ноевичем Штерном к постановке. Этому помогает старинное знакомство Фандорина с парижским предпринимателем мсьё Симоном, которым оказывается повзрослевший Сенька Скориков, по-прежнему с огромным пиететом относящийся и к Эрасту Петровичу, и особенно к Масе. Описано в романе «Весь мир театр».
1912 год. Царство Польское, Российская империя — Краков, Австро-Венгрия. Семейная жизнь Фандорина и Элизы Луантэн трещит по швам. Фандорин рад любой возможности, чтобы ускользнуть от жены, и накануне Нового года ввязывается в расследование ограбления поезда, совершённого польским бандитом Болеславом Ружевичем по кличке «Цукерчик». Преследование завершается на рубеже 1912 и 1913 годов в австро-венгерском Кракове, где Цукерчик должен передать похищенные деньги «пану Кобачевскому» («Кобе», Иосифу Сталину). Описано в повести «Куда ж нам плыть?»
1914 год. Ялта, Баку. Накануне Первой мировой войны Эраст Петрович охотится за опасным террористом-революционером по кличке «Одиссей» / «Дятел», ранее упоминавшимся под кличкой «Дрозд» в книге «Алмазная колесница». В «послужном списке» террориста — убийства двух губернаторов, поставки оружия для московского восстания 1905 года, дерзкие экспроприации. Он является личным представителем большевистского вождя Ленина и сообщником «Кобы» (после Революции 1917 г. «Дрозд»/«Одиссей»/«Дятел», он же «товарищ Орлов», станет членом Коллегии ВЧК).
Роман завершает сцена: в Баку вошедший к Фандорину в доверие пособник большевиков Гасым обманом завлекает того в покинутое старое здание и оглушает ударом по голове. Эраст Петрович приходит в себя связанный. Перед ним предстаёт «Одиссей»/«Дятел», который вскоре уходит. Гасым, зная, что Фандорин человек чести и не будет идти наперекор своей клятве, предлагает Эрасту Петровичу дать честное слово, что тот уедет и не будет мешать делам «Дятла». Фандорин отказывается, и Гасым стреляет ему в голову. В результате Эраст Петрович, который для этих целей был вновь возвращён на государственную службу и даже произведён в генеральский чин действительного статского советника, лишается возможности выполнить важнейшее задание императора Николая II — расследовать убийство в Сараеве эрцгерцога Франца Фердинанда, теряя реальный шанс остановить Первую мировую войну и предотвратить крушение Российской империи. Здесь же упоминается, что шанс действительно был более чем реальным, так как ранее Фандорин расследовал некое конфиденциальное дело дома Габсбургов, потребовавшее нескольких личных встреч с императором Францем-Иосифом, чем и объясняется то полное доверие, которым Эраст Петрович пользовался у австрийской императорской семьи. Описано в романе «Чёрный город».
Во время отлучки Фандорина из Москвы, 5 июня 1914 года, с ним пытается встретиться его правнук Ластик (Эраст Николаевич Фандорин), однако ему удаётся лишь коротко пообщаться с Масой. Описано в «Детской книге» и упоминается в романе «Чёрный город». Сестра же Ластика Геля (Ангелина Николаевна Фандорина), находясь в прошлом с параллельной миссией, случайно застаёт момент отъезда Эраста Петровича (описано в «Детской книге для девочек» Глории Му по сценарию Бориса Акунина).
Дальнейшие события описаны в книге «Не прощаюсь. Приключения Эраста Фандорина в XX веке. Часть 2».
1918 год. Эраст Петрович выжил после бакинского ранения, но впал в кому: «Пуля прошла навылет через правую верхнюю часть черепа. От смерти господина спасло только то, что револьвер был небольшого калибра». Фандорин пробыл в коме до 1918 года. Маса часто возил его по разным профессорам. По рекомендации одного из них верный камердинер отправился в Самару к целителю из Китая, который оказал большую помощь в восстановлении Фандорина. Но тот всё ещё находился в коме.
В течение нескольких месяцев пребывания Масы и Фандорина в Самаре в стране стали происходить серьёзные потрясения, сильно усложнившие дальнейшую заботу вассала о своём господине. Китайский целитель решил возвращаться на родину, и Масе пришлось уезжать с господином из города. В поезде по пути в Москву Маса столкнулся с попыткой ограбления пассажиров. Неудачный выстрел грабителя по касательной задел голову Фандорина, тем самым выведя его из комы. В Москве Эраст Петрович, ещё полуинвалид, с большим трудом восстанавливающийся от последствий трёхлетней комы, разоблачает актёра-убийцу Невского и приобретает дружбу и уважение Арона Воли, одного из виднейших лидеров российских анархистов, наставника Нестора Махно.
1919 год. Проведя целый год в далёком монастыре на севере Вологодской губернии, Фандорин пробирается из Центральной России в Севастополь, где его ожидает Маса. В дороге он встречает девушку-скульптора Мону — дочь петербургского врача-психиатра Елизавету Анатольевну Турусову, которую за загадочность улыбки, напоминающей о Моне Лизе, прозвала «Моной» её мать, Варвара Андреевна Турусова, в девичестве Суворова, главная героиня романа «Турецкий гамбит». В Харькове, в штабе Добровольческой армии, Эрасту Петровичу приходится, в частности, принять участие в поисках красного шпиона Павла Макольцева (Кольцова), адъютанта командующего Добровольческой армией, история которого известна по роману Игоря Болгарина «Адъютант его превосходительства» и одноимённому фильму. Последним делом Фандорина оказывается расследование заговора офицера штаба армии полковника Скукина. Диверсия заговорщиков завершается взрывом дрезины, на которой Фандорин покинул Харьков.

#### После смерти
1920 год. Крым. Мона, беременная от Эраста Петровича, эмигрирует из Крыма в Швейцарию, где её отец получил кафедру в университете. В шкатулке с семейными реликвиями Фандориных, которую она сберегла в память о муже, хранятся, в частности, знаменитые нефритовые чётки и разорванный лист пергамента с половиной текста завещания Корнелиуса фон Дорна, вокруг которого впоследствии будет развиваться действие романа «Алтын-толобас». Об этом упоминается в эпилоге «Не прощаюсь».
Уже в «Шпионском романе» есть намёк на то, что с Фандориным был знаком сотрудник советской контрразведки Алексей Октябрьский, известный из произведения «Квест», он же бывший царский контрразведчик штабс-капитан Алексей Парисович Романов из цикла «Смерть на брудершафт». История их знакомства раскрывается в романе «Не прощаюсь». В конечном итоге выясняется, что Романов был косвенно причастен к гибели Фандорина, невольно подставив того под удар врага, но не подозревал об этом. Выяснившая все обстоятельства Мона, не отказываясь от планов мести истинным виновникам смерти Эраста Петровича, оправдывает Романова («Ты был прав, а я ошибалась, — говорит она Масе. — Это не Романов…»); Маса же, в свою очередь, хладнокровно ликвидирует Скукина, переметнувшегося к красным и ставшего комкором, одним из ближайших сотрудников Троцкого, и его подручного Ревазова — настоящих убийц Фандорина.
Вскоре после этого Маса отправляется на родину, в Японию. Теперь он считает себя благородным ронином — самураем, потерявшим своего господина и начавшим самостоятельную одинокую жизнь. О его приключениях в Иокогаме и Токио, где он открывает детективное агентство, рассказывается в романе «Просто Маса».

## Семья
- Отец — Пётр Исаакиевич Фандорин (? — 1876).
- Мать — Елизавета Фандорина (? — 1856).
- Супруги:
  - баронесса Елизавета Александровна фон Эверт-Колокольцева (1859—1876), в браке в 1876 году.
  - Елизавета Альтаирская-Луантэн, она же Клара Лунная (1882 — ?), в неофициальном браке с 1911 по 1914 гг.
  - Елизавета Анатольевна Турусова («Мона», 1885 — ?), в неофициальном браке в 1919 году.
- Дети:
  - Тамба, он же «штабс-капитан Василий Рыбников» (1879—1905) — от связи с Мидори Тамба («О-Юми»);
  - Сэр Александер Фандорин (Фэндорайн; 1920—1994), впоследствии известный британский эндокринолог — от Елизаветы Анатольевны Турусовой («Моны»).

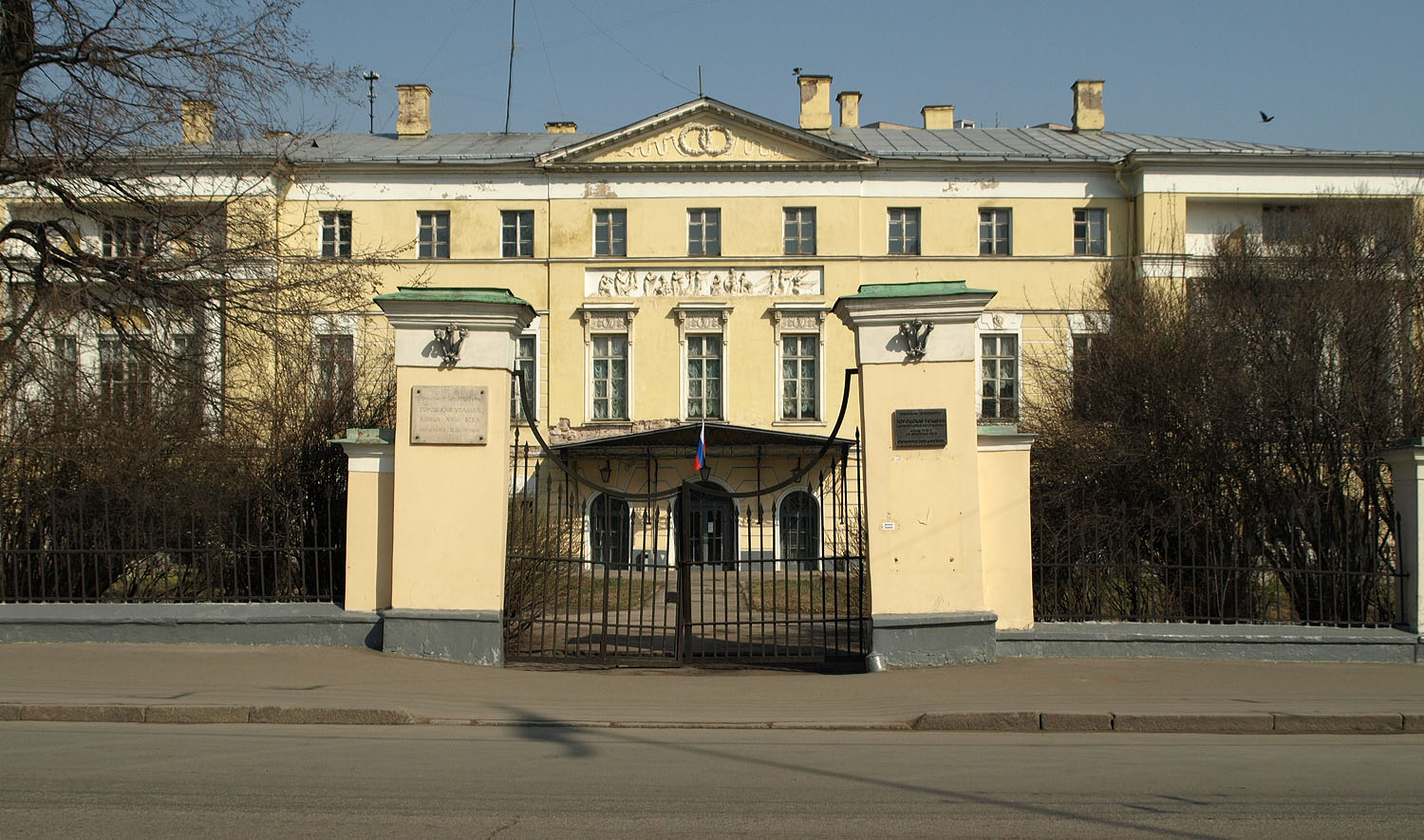
Малая Никитская улица № 12 — Усадьба Долгоруких-Бобринских. Дом Ростовых в «Войне и мире» С. Бондарчука. Считается прототипом дома, во флигеле которого с 1883 по 1891 жил Эраст Фандорин

Эраст Петрович Фандорин связан родством с героями других произведений Бориса Акунина. Историю семьи Фандориных мы узнаём из серии романов «Приключения магистра», главный герой которых, внук Эраста Петровича сэр Николас, профессиональный британский историк, занимается изучением своих корней. Уже в начале книги «Алтын-толобас» сообщается, что сын Фандорина — Александр Эрастович, «сэр Александер», баронет — стал знаменитым врачом-эндокринологом и одним из претендентов на получение Нобелевской премии по медицине, но, направляясь со своей супругой в Стокгольм, погиб во время крушения парома «Христиания». Его сын Николас посещает Россию, после серии приключений решает остаться здесь и женится на журналистке Алтын Фархатовне Мамаевой.
Фандорины — это русская ветвь рода фон Дорнов, восходящего к крестоносцам (наиболее подробно его начало раскрывается в романе «Яма»). В XVII веке обедневший немецкий дворянин Корнелиус фон Дорн, офицер-наёмник, приехавший в Россию на поиски счастья, остался здесь навсегда, полностью обрусел и принял православие, став Корнеем Фондорновым. Его сын, Никита Корнеевич, был личным секретарём у своего дяди, боярина Андрея Артамоновича Матфеева, одного из ближайших соратников Петра Великого. Внук, Ларион Никитич (с исторической точки зрения, как правнук Артамона Матвеева — троюродный брат фельдмаршала графа П. А. Румянцева-Задунайского), состоял на военной службе, в чине бригадира участвовал в русско-турецких войнах. А правнук, Даниил Ларионович Фондорин, выпускник медицинского факультета Падуанского университета, вместе со своим «сыном Самсоном» принимал участие в драматических событиях, происходивших в конце царствования Екатерины II, о чём рассказывается в романе «Внеклассное чтение» и упоминается в романе «Квест».
В романе «Внеклассное чтение» раскрывается также истинное происхождение Сампсония Даниловича Фандорина. Его настоящее имя — Митя (Дмитрий Алексеевич) Карпов, сын мелкопоместного дворянина из-под Москвы. Семилетний мальчик-вундеркинд по прозвищу «Митридат», неправдоподобно разумный и эрудированный для своих лет, став невольным свидетелем заговора против императрицы, случайно выдал и свою осведомлённость, и полное понимание происходящего, и вынужден был скрываться от членов тайного масонского общества. Данила Фондорин спас и фактически усыновил Митю Карпова, выдав его за своего безвестно пропавшего сына Самсона, смерть которого никогда не была юридически зафиксирована. Таким образом, главные герои «Фандорианы» — Эраст Петрович, сэр Николас, Ластик и Геля — не являются биологическими потомками Тео-крестоносца и капитана Корнелиуса, о чём они, впрочем, не знают.

## Образование
- Первая (Губернская) мужская гимназия (Москва). Об этом нигде в романах не говорится, но для того, чтобы получить первый классный чин коллежского регистратора (XIV класс Табели о рангах) не через год, как полагалось по общему правилу для дворян, имевших среднее образование, а сразу при поступлении на гражданскую службу, Эраст Фандорин должен был окончить гимназию с золотой медалью.
- Массачусетский технологический институт (Северо-Американские Соединённые Штаты). Специальность — «инженер по движущимся машинам».

## Награды
- Орден Святого Владимира 4 степени (за дело «Азазель»)
- Орден Святого Станислава 3 степени (за дело «Турецкий гамбит»)
- Орден Святой Анны 4 степени (за дело «Алмазная колесница», есть упоминание в «Смерти Ахиллеса»)
- Орден Святого Владимира 3 степени (о награждении пишется в повести «Пиковый валет» из сборника «Особые поручения», есть упоминание в книге «Коронация, или Последний из романов»)
- Ордена Большой и малой хризантем (упоминается в романе «Смерть Ахиллеса» и повести «Пиковый валет»)
- Орден Восходящего солнца

Кроме того, его внук Николас Фандорин (в романе «Алтын-толобас») вспоминал, что бабушка Елизавета Анатольевна вывезла из России «звёзды» мужа, которые впоследствии вынуждена была продать. Таким образом, Эраст Петрович должен был иметь «не менее двух» звёзд, то есть быть награждён, по меньшей мере, орденом (то есть орденским знаком и звездой) Св. Станислава первой степени. А ранее, соответственно, второй степенью того же ордена. А также орденом Св. Анны первой и (или) Св. Владимира второй степени (вторая степень ордена Св. Владимира предполагала ношение не только шейного креста, но и звезды).
Изложенный в романах о Фандорине порядок его награждения орденами отличается от реально существовавшего общего порядка, установленного в Российской Империи, согласно которому человек, награждённый каким-либо орденом, не мог быть впоследствии награждён орденом, занимавшим более низкое положение в иерархии российских наград, чем ранее полученный.
При обычных обстоятельствах первым орденом для статского чиновника должен был стать орден св. Станислава 3-й степени (который, собственно, оказался для Э. П. Фандорина следующим), а к Владимиру 4-й степени он мог быть представлен «в очередь» только после Анны 3-й, Станислава 2-й и Анны 2-й степени; более того, по общему правилу для его получения нужно было иметь чин не ниже VII класса (подполковник или надворный советник). Однако как раз в этот период (с 1858 по 1890 год) действовал особый порядок награждения орденом св. Владимира. Подобно «Георгию» (поскольку после 1856 года только у этих двух орденов 4-я степень давала награждённому права потомственного дворянства), «Владимир» был «выделен» из общего порядка орденов и в исключительных случаях мог жаловаться «за особые заслуги» вне очереди.
Именно поэтому факт награждения мелкого чиновника, тем более, только что произведённого из чина XIV класса сразу в IX класс, орденом св. Владимира за секретное дело по Отдельному корпусу жандармов должен был быть особенно показательным (даже настораживающим) для московского генерал-губернатора В. А. Долгорукова при изучении в 1882 году формулярного списка своего нового чиновника особых поручений. Борис Акунин фактически прямо подчёркивает экстраординарный характер первого награждения Эраста Фандорина, упомянув в повести «Пиковый валет», что к следующему ордену св. Владимира (т.е. к 3-й его степени) он был представлен князем В. А. Долгоруковым как к «очередному», в общем порядке.

## В литературе

### Приключения Эраста Фандорина
| Название                            | Название | Дата издания | Год(ы) действия                                   | Место действия | Жанр                                                                     | ISBN              |
| ----------------------------------- | --- | ------------ | ------------------------------------------------- | --- | ------------------------------------------------------------------------ | ----------------- |
| Азазель                             | Азазель | 1998         | 1876                                              | Москва, Лондон, Санкт-Петербург | Конспирологический детектив                                              | 978-5-8159-1489-6 |
| Турецкий гамбит                     | Турецкий гамбит | 1998         | 1877—1878                                         | Болгария, Румыния, Турция | Шпионский детектив                                                       | 978-5-8159-1531-2 |
| Левиафан                            | Левиафан | 1998         | 1878                                              | Париж, воды Атлантического океана, Суэцкого канала и Индийского океана                                                              | Герметичный детектив                                                     | 978-5-8159-1616-6 |
| Смерть Ахиллеса                     | Смерть Ахиллеса | 1998         | 1882                                              | Москва | Детектив о наёмном убийце                                                | 978-5-8159-1412-4 |
| Особые поручения                    | Пиковый валет Декоратор | 1999         | 1886 1889                                         | Москва | Повесть о мошенниках Повесть о маньяке                                   | 978-5-8159-1459-9 |
| Статский советник                   | Статский советник | 1999         | 1891                                              | Москва | Политический детектив                                                    | 978-5-8159-1463-6 |
| Коронация, или Последний из романов | Коронация, или Последний из романов | 2000         | 1896                                              | Москва | Великосветский детектив                                                  | 978-5-8159-1612-8 |
| Любовница смерти                    | Любовница смерти | 2001         | 1900                                              | Москва | Декадентский детектив                                                    | 978-5-8159-1611-1 |
| Любовник смерти                     | Любовник смерти | 2001         | 1900                                              | Москва | Диккенсовский детектив                                                   | 978-5-8159-1387-5 |
| Алмазная колесница                  | Алмазная колесница | 2002         | 1905 1878                                         | Санкт-Петербург, Москва Иокогама, Токио и пр.                                                                                       | Этнографический детектив                                                 | 978-5-8159-1528-2 |
| Инь и Ян                            | Инь и Ян | 2005         | 1882                                              | Подмосковье | Экспериментальная пьеса                                                  | 978-58159-187-2   |
| Нефритовые чётки                    | Сигумо Table-talk 1882 года Из жизни щепок Нефритовые чётки Скарпея Баскаковых Одна десятая процента Чаепитие в Бристоле Долина мечты Перед концом света Узница башни, или Короткий, но прекрасный путь трёх мудрых | 2006         | 1881 1882 1883 1884 1888 1890 1891 1894 1897 1899 | Иокогама Москва Московская губерния Москва, Санкт-Петербург Бристоль Вайоминг Архангельская губерния Бретань (Недалеко от Сен-Мало) | —                                                                        | 978-5-8159-1615-9 |
| Весь мир театр                      | Весь мир театр | 2009         | 1911                                              | Москва | Театральный детектив                                                     | 978-5-8159-1557-2 |
| Чёрный город                        | Чёрный город | 2012         | 1914                                              | Ялта, Баку | Авантюрный детектив                                                      | 978-5-8159-1582-4 |
| Планета Вода                        | Планета Вода Парус одинокий Куда ж нам плыть? | 2015         | 1903 1906 1912                                    | Тенерифе и Сен-Константен Заволжская губерния Царство Польское                                                                      | Технократический детектив Ностальгический детектив Идиотический детектив | 978-5-8159-1527-5 |
| Не прощаюсь                         | Не прощаюсь | 2018         | 1918—1921                                         | Москва, Самара, Харьков, Женева | Исторический детектив                                                    | 978-5-8159-1477-3 |
| Уроки Тамбы                         | Уроки Тамбы | 2023         | 1878                                              | Япония | —                                                                        | —                 |
| Лягушка Басё                        | Лягушка Басё | 2023         |                                                   | Батуми / Брест-Литовск | Интерактивный детектив                                                   | —                 |
| Дао Эраста Фандорина                | Дао Эраста Фандорина | 2023         | (1876, 1896, 1917)                                | Москва | —                                                                        | —                 |

8 октября 2017 года Акунин сообщил, что закончил работу над серией произведений об Эрасте Фандорине. Об этом он написал в своём Facebook:
Извещаю всех заинтересованных лиц, что сего 8 числа десятого месяца 29 года эпохи Хэйсэй закончил последнюю книгу серии «Приключения Эраста Фандорина». Роман должен выйти 8 февраля 2018 г., в 20-ю годовщину публикации первой фандоринской книжки, романа «Азазель».

### Приключения Масахиро Сибаты
| Название    | Название    | Дата издания | Год(ы) действия | Место действия    | ISBN              |
| ----------- | ----------- | ------------ | --------------- | ----------------- | ----------------- |
| Просто Маса | Просто Маса | 2020         | 1923—1925       | Япония            | 978-5-17-126951-7 |
| Яма         | Яма         | 2023         | 1900            | Франция, Германия | 978-5-17-155845-1 |

### Связанные романы
| Название                  | Дата издания         | Год(ы) действия      | ISBN                                |
| Приключения магистра      | Приключения магистра | Приключения магистра | Приключения магистра                |
| ------------------------- | -------------------- | -------------------- | ----------------------------------- |
| Алтын-толобас             | 2001                 | 1995,1675—1676       | 978-5-7654-1820-1                   |
| Внеклассное чтение        | 2003                 | 2001, 1795           | 978-5-224-03807-3 978-5-224-03806-5 |
| Ф. М.                     | 2006                 | 2006, 1865           | 978-5-224-01658-4 978-5-224-01662-2 |
| Сокол и Ласточка          | 2009                 | 2009, 1702           | 978-5-373-02499-0                   |
| Жанры                     |                      |                      |                                     |
| Детская книга             | 2005                 | 2006, 1914, 1605     | 978-5-224-05161-4                   |
| Детская книга для девочек | 2012                 | 2012, 1914           | 978-5-271-43896-7                   |

Также, с произведениями о Фандорине связаны «Шпионский роман», «Квест» (оба входят в цикл «Жанры») и цикл «Смерть на брудершафт». Герой этих произведений, Алексей Романов-Октябрьский, также являеся вторым главным героем романа «Не прощаюсь».
Цикл «Провинціальный детективъ» связан с данным циклом, но только косвенно — в повести «Парус одинокий» события происходят в Заволжской губернии и упоминается главная героиня «Провинціального детектива», Пелагия.

## Адаптации

### Кино и телевидение
- Мини-сериал «Азазель». 2002 год. Режиссёр: Александр Адабашьян (исполнитель роли — Илья Носков)
- Фильм «Турецкий гамбит». 2005 год. Режиссёр: Джаник Файзиев (исполнитель роли — Егор Бероев)
- Фильм «Статский советник». 2005 год. Режиссёр: Филипп Янковский (исполнитель роли — Олег Меньшиков)
- Мюзикл «Как казаки...». 2009 год. Режиссёр: Игорь Иванов (исполнитель роли — Владимир Зеленский)[11][12]
- Мини-сериал «Фандорин. Азазель». 2023 год. Режиссёр: Нурбек Эген (исполнитель роли — Владислав Тирон)

### Театр
- «Эраст Фандорин». 2002 год, РАМТ. Режиссёр: Алексей Бородин (Эраст Фандорин — Пётр Красилов).
- «Инь и Ян. Чёрная версия». 2006 год, РАМТ. Режиссёр: Алексей Бородин (Эраст Фандорин — Алексей Весёлкин).
- «Инь и Ян. Белая версия». 2006 год, РАМТ. Режиссёр: Алексей Бородин (Эраст Фандорин — Алексей Весёлкин).
- «Левиафан». 2010 год, с 2012 года спектакль сменил название на «Приключения Фандорина». Творческое объединение «Восемь в кубе». Режиссёр: Татьяна Вдовиченко (Эраст Фандорин — Дмитрий Паламарчук).
- «Приключения Фандорина». 2017 год. Московский губернский театр. Режиссёр: Татьяна Вдовиченко (Эраст Фандорин — Александр Соколовский, Антон Соколов, Кирилл Зайцев)[13][14][15][16]
- «Алмазная колесница» (мюзикл). 2020 год, ЛДМ. Режиссёр: Борис Молевский (Эраст Фандорин — Георгий Новицкий, Станислав Беляев, Игорь Скрипко)[17][18][19][20][21]. В 2024 году стало известно, что мюзикл будет перезапущен под новым названием и с новым сюжетом. Теперь он называется «Марко Поло. Белый Лотос», его действие перенесено из Японии в Китай, а главным героем вместо Эраста Фандорина станет известный путешественник[22].